# 克勞斯 (阿肯色州)
克勞斯（英語：Crows）是位於美國阿肯色州薩林縣的一個非建制地區。該地的面積和人口皆未知。

## 地理
克勞斯的座標為34°36′51″N 92°46′10″W / 34.61417°N 92.76944°W，而該地的平均海拔高度為125米（即410英尺）。